# 30. National Hockey League All-Star Game

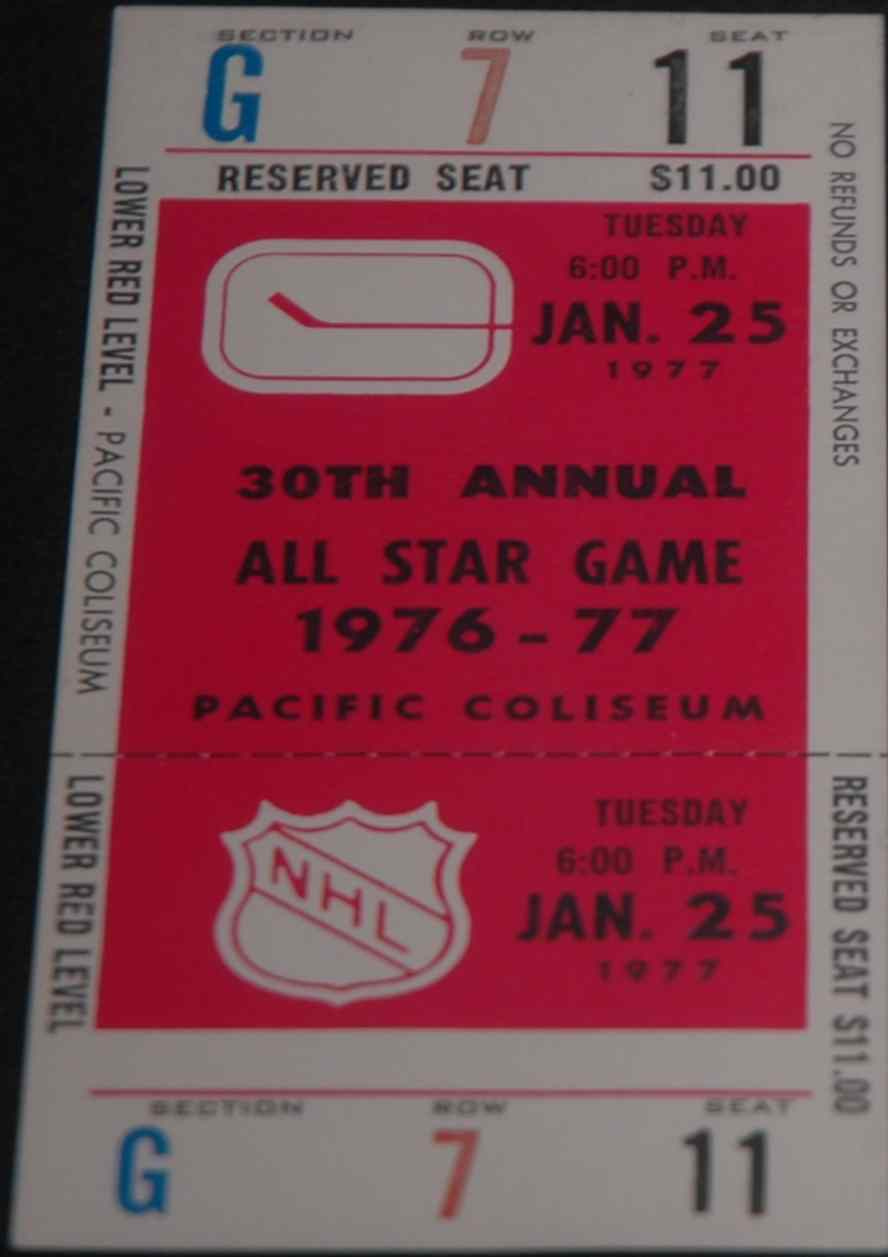
Eintrittskarte zum NHL All-Star Game 1977

Das 30. National Hockey League All-Star Game wurde am 25. Januar 1977 in Vancouver ausgetragen. Das Spiel fand im Pacific Coliseum, der Spielstätte des Gastgebers Vancouver Canucks statt. Die All-Stars der Prince of Wales Conference schlugen die der Campbell Conference knapp mit 4:3. Das Spiel sahen 15.607 Zuschauer. Rick Martin von den Buffalo Sabres wurde zum MVP gekürt. 

## Mannschaften
| #           | Land     | Spieler           | Pos.             | Team                |
| Torhüter    |          |                   |                  |                     |
| 29          | Kanada   | Ken Dryden        | Ken Dryden       | Montréal Canadiens  |
| 30          | Kanada   | Gerry Desjardins  | Gerry Desjardins | Buffalo Sabres      |
| Verteidiger |          |                   |                  |                     |
| 2           | Kanada   | Ian Turnbull      | Ian Turnbull     | Toronto Maple Leafs |
| 5           | Kanada   | Guy Lapointe      | Guy Lapointe     | Montréal Canadiens  |
| 6           | Kanada   | Jim Schoenfeld    | Jim Schoenfeld   | Buffalo Sabres      |
| 18          | Kanada   | Serge Savard      | Serge Savard     | Montréal Canadiens  |
| 19          | Kanada   | Larry Robinson    | Larry Robinson   | Montréal Canadiens  |
| 21          | Schweden | Börje Salming     | Börje Salming    | Toronto Maple Leafs |
| 22          | Kanada   | Brad Park         | Brad Park        | Boston Bruins       |
| Angreifer   |          |                   |                  |                     |
| 7           | Kanada   | Rick Martin       | LW               | Buffalo Sabres      |
| 8           | Kanada   | Peter McNab       | C                | Boston Bruins       |
| 9           | Kanada   | Lanny McDonald    | RW               | Toronto Maple Leafs |
| 10          | Kanada   | Guy Lafleur       | RW               | Montréal Canadiens  |
| 12          | Kanada   | Gilbert Perreault | C                | Buffalo Sabres      |
| 14          | Kanada   | Nick Libett       | LW               | Detroit Red Wings   |
| 15          | Kanada   | Guy Charron       | C                | Washington Capitals |
| 16          | Kanada   | Marcel Dionne     | C                | Los Angeles Kings   |
| 20          | Kanada   | Jean Pronovost    | RW               | Pittsburgh Penguins |
| 23          | Kanada   | Bob Gainey        | LW               | Montréal Canadiens  |
| 25          | Kanada   | Al MacAdam        | RW               | Cleveland Barons    |

| #           | Land   | Spieler         | Pos.           | Team                  |
| Torhüter    |        |                 |                |                       |
| 1           | Kanada | Bernie Parent   | Bernie Parent  | Philadelphia Flyers   |
| 30          | Kanada | Glenn Resch     | Glenn Resch    | New York Islanders    |
| Verteidiger |        |                 |                |                       |
| 2           | Kanada | Harold Snepsts  | Harold Snepsts | Vancouver Canucks     |
| 3           | Kanada | Tom Bladon      | Tom Bladon     | Philadelphia Flyers   |
| 4           | Kanada | Phil Russell    | Phil Russell   | Chicago Black Hawks   |
| 5           | Kanada | Denis Potvin    | Denis Potvin   | New York Islanders    |
| 14          | Kanada | Joe Watson      | Joe Watson     | Philadelphia Flyers   |
| 20          | Kanada | Jimmy Watson    | Jimmy Watson   | Philadelphia Flyers   |
| Angreifer   |        |                 |                |                       |
| 7           | Kanada | Rod Gilbert     | RW             | New York Rangers      |
| 8           | Kanada | Garry Unger     | C              | St. Louis Blues       |
| 10          | Kanada | Wilf Paiement   | RW             | Colorado Rockies      |
| 11          | Kanada | Tom Lysiak      | C              | Atlanta Flames        |
| 12          | Kanada | Gary Dornhoefer | RW             | Philadelphia Flyers   |
| 15          | Kanada | Don Murdoch     | RW             | New York Rangers      |
| 16          | Kanada | Bobby Clarke    | C              | Philadelphia Flyers   |
| 17          | Kanada | Tim Young       | C              | Minnesota North Stars |
| 19          | Kanada | Rick MacLeish   | C              | Philadelphia Flyers   |
| 23          | Kanada | Bob Nystrom     | RW             | New York Islanders    |
| 27          | Kanada | Eric Vail       | LW             | Atlanta Flames        |
| 77          | Kanada | Phil Esposito   | C              | New York Rangers      |

## Spielverlauf

### Wales Conference All-Stars 4 – 3 Campbell Conference All-Stars
All Star Game MVP: Rick Martin (2 Tore)
| Team       | Zeit  | Stand | Torschütze     | Vorlagengeber     | Vorlagengeber   |
| 1. Drittel |       |       |                |                   |                 |
|            | 2:54  | 0–1   | Eric Vail      | Denis Potvin      |                 |
|            | 6:22  | 1–1   | Lanny McDonald | Bob Gainey        | Peter McNab     |
| 2. Drittel |       |       |                |                   |                 |
|            | 31:56 | 1–2   | Rick MacLeish  | Bob Nystrom       | Denis Potvin    |
|            | 39:27 | 2–2   | Lanny McDonald | Gilbert Perreault | Larry Robinson  |
| 3. Drittel |       |       |                |                   |                 |
|            | 44:00 | 3–2   | Rick Martin    | Marcel Dionne     | Larry Robinson  |
|            | 52:23 | 3–3   | Phil Esposito  | Rod Gilbert       | Gary Dornhoefer |
|            | 58:04 | 4–3   | Rick Martin    | Marcel Dionne     | Guy Lafleur     |

Schiedsrichter: Bruce Hood 

Linienrichter: Matt Pavelich, Ron Finn 

Zuschauer: 15.607